# سی و ششمین جشنواره جهانی فیلم فجر
سی و ششمین جشنوارهٔ جهانی فیلم فجر از ۳۰ فروردین تا ۶ اردیبهشت ۱۳۹۷ در شهر تهران برگزار شد. دبیر جشنواره رضا میرکریمی بود و جایزهٔ بهترین فیلم به آگا اثر میلکو الزاروف تعلق گرفت.
پردیس چارسو کاخ جشنواره و سینما فلسطین دیگر سینمای نمایش‌دهندهٔ فیلم‌های جشنواره بود.

## هیئت داوران
اسامی هیئت داوران بخش‌های مختلف جشنواره به این شرح است:

### سینمای سعادت
- یوآنا کوز-کراوزه، کارگردان لهستانی
- میلچو مانچفسکی، کارگردان اهل مقدونیه
- دیمیتری آتانیتیس، کارگردان یونانی
- آدور گوپالاکریشنان، کارگردان هندی
- جیووانی اسپانیولتی، منتقد فیلم و مدرس دانشگاه ایتالیایی
- محمود کلاری، فیلمبردار ایرانی
- مریلا زارعی، بازیگر ایرانی

### جلوه‌گاه شرق
- عمار جمال، فیلمبردار عراقی
- فرهاد اصلانی، بازیگر ایرانی
- سالومه دموریا، بازیگر گرجستانی
- احمد بویاجی اوغلو، منتقد و تهیه‌کنندهٔ ترکیه‌ای
- سوهان پانشا، تهیه‌کننده مالزیایی

### بین‌الادیان
- والری دِمارناک، منتقد فرانسوی
- توماس کرول، مدرس آلمانی
- محمدرضا زائری، مدرس ایرانی

### نت‌پک
- آندریاس اونگربوک، منتقد اتریشی
- رامان چاولا، برنامه‌ریز جشنواره از هند
- حبیب احمدزاده، نویسندهٔ ایرانی

### فیلم‌های اول
- برمک اکرم، کارگردان و مستندساز افغان
- محمدعلی باشه‌آهنگر، کارگردان ایرانی
- ویرالانگروفا، منتقد فیلم و استاد دانشگاه اهل اسلواکی[۱۱]

## فیلم‌ها

### بخش‌های اصلی
فیلم‌های زیر برای حضور در بخش‌های اصلی جشنواره انتخاب شدند:

#### سینمای سعادت
| عنوان                 | عنوان اصلی یا انگلیسی         | کارگردان(ها)                         | کشور                            |
| --------------------- | ----------------------------- | ------------------------------------ | ------------------------------- |
| آگا                   | Ága                           | میلکو لازاروف                        | بلغارستان، آلمان، فرانسه        |
| آن‌سوی ابرها           | آن‌سوی ابرها                   | مجید مجیدی                           | هند                             |
| انقلاب خاموش          | Das schweigende Klassenzimmer | لارس کراومه                          | آلمان                           |
| پیامی به پدر          | A Call to Father              | سریک آپریمو                          | قزاقستان                        |
| ترانه گرانیت          | Song of Granite               | پَت کالینز                            | ایرلند، کانادا                  |
| تنگه ابوقریب          | تنگه ابوقریب                  | بهرام توکلی                          | ایران                           |
| تیتوی کوچک و بیگانه‌ها | Tito e gli alieni             | پائولا لیویا رندی                    | ایتالیا                         |
| چهل و هفت             | چهل و هفت                     | احمد اطراقچی، علیرضا عطاءالله تبریزی | ایران                           |
| حادثه شبانه           | Түнкү кырсык                  | تمیربک بیرنظرف                       | قزاقستان                        |
| دروغ کوچک مصلحتی      | La mentirita blanca           | توماس آلزامورا                       | شیلی                            |
| دولتوف                | La mentirita blanca           | الکسی گرمن جونیور                    | روسیه، لهستان، صربستان          |
| گندم                  | Buğday                        | سمیح کاپلان‌اوغلو                     | ترکیه، آلمان، فرانسه، سوئد، قطر |
| معدنچی                | Rudar                         | هانا اسلاک                           | کرواسی، اسلوونی                 |
| هت تریک               | هت تریک                       | رامتین لوافی                         | ایران                           |

#### جلوه‌گاه شرق
| عنوان              | عنوان اصلی یا انگلیسی | کارگردان(ها)    | کشور                              |
| ------------------ | --------------------- | --------------- | --------------------------------- |
| اردک‌لی             | اردک‌لی                | بهروز غریب‌پور   | ایران                             |
| اکراس کاکلی        | Crested ibis          | لیانگ چیائو     | چین                               |
| آستیگمات           | آستیگمات              | مجیدرضا مصطفوی  | ایران                             |
| باران حمص          | مطر حمص               | جود سعید        | سوریه                             |
| باغ انار           | Nar bağı              | ایلگار نجف      | آذربایجان                         |
| پاسیو              | پاسیو                 | مریم بحرالعلومی | ایران                             |
| پدر و پسر          | Cha cõng con          | دونگ دین لونگ   | ویتنام                            |
| تالان              | Талан                 | بوالت کلیمبتف   | قزاقستان                          |
| توپ ۳ فوتی و آدم‌ها | 3 Feet Ball & Souls   | یوشیو کاتو      | ژاپن                              |
| جاده رالانگ        | Ralang Road           | کارما تاکاپا    | هند                               |
| خیبولا             | ხიბულა                | گیورگی اواشویلی | گرجستان، آلمان، فرانسه            |
| دسته کبوترها       | سرب الحمام            | رمضان خَسروه     | کویت                              |
| سفر                | الرحلة                | محمد الدراجی    | عراق، انگلستان، فرانسه، قطر، هلند |
| فرزندان چنگیز      | Чингисийн хүүхдүүд    | زولبایار دوری   | مغولستان                          |
| نوشتن روی برف      | كتابة على الثلج       | رشید مشهراوی    | فلسطین، تونس، مصر                 |

#### جام جهان‌نما
| عنوان                  | عنوان اصلی یا انگلیسی      | کارگردان(ها)           | کشور تولیدکننده                 |
| ---------------------- | -------------------------- | ---------------------- | ------------------------------- |
| ورای کلمات             | Beyond Words               | اورسوال آنتونیاک       | لهستان، هلند، فرانسه            |
| آیات فراموشی           | Los Versos del Olvido      | علیرضا خاتمی           | فرانسه، شیلی، آلمان، هلند       |
| حفار                   | 포크레인                   | لی جو هیونگ            | کره جنوبی                       |
| درساژ                  | درساژ                      | پویا بادکوبه           | ایران                           |
| راه رفتن روی سیم       | راه رفتن روی سیم           | احمدرضا معتمدی         | ایران                           |
| رستاخیز                | Resurrection               | کریستف هورنرت          | بلژیک                           |
| روزی روزگاری در نوامبر | Pewnego razu w listopadzie | آندری یاکیموفسکی       | لهستان                          |
| غرش                    | Pororoca                   | کنستانتین پوپسکو       | رومانی، فرانسه                  |
| غول                    | Handia                     | جان گارانو، آیتور آرگی | اسپانیا                         |
| مربی زندگی             | Life Guidance              | روت مدر                | اتریش                           |
| معجزه                  | Stebuklas                  | اگله ورتلیت            | لیتوانی، بلغارستان              |
| نوعی خانواده           | Una especie de familia     | دیگو لرمان             | آرژانتین، برزیل، لهستان، فرانسه |
| هرگز ترکم نکن          | Beni Bırakma               | آیدا بگیچ              | ترکیه، بوسنی و هرزگوین          |
| هندی و هرمز            | هندی و هرمز                | عباس امینی             | ایران                           |

### بخش‌های جنبی

#### کلاسیک‌های مرمت‌شده
| عنوان                             | عنوان اصلی                                          | کارگردان(ها)      | کشور          | منبع   |
| --------------------------------- | --------------------------------------------------- | ----------------- | ------------- | ------ |
| آدلا هنوز شام نخورده              | Adéla ještě nevečeřela                              | اولریچ لیپسکی     | جمهوری چک     | [ ۱۲ ] |
| اربعین                            | اربعین                                              | ناصر تقوایی       | ایران         | [ ۱۳ ] |
| امیرکبیر                          | امیرکبیر                                            | علی حاتمی         | ایران         | [ ۱۴ ] |
| بازمانده                          | بازمانده                                            | سیف‌الله داد       | ایران         | [ ۱۵ ] |
| پیک‌نیک در هنگینگ راک              | Picnic at Hanging Rock                              | پیتر ویر          | استرالیا      | [ ۱۶ ] |
| دروازه جهنم                       | 地獄門                                              | تینوسوکه کینوگاسا | ژاپن          | [ ۱۷ ] |
| ظهور و سقوط یک شرکت کوچک فیلمسازی | Grandeur et décadence d'un petit commerce de cinéma | ژان-لوک گدار      | فرانسه، سوئیس | [ ۱۸ ] |
| قاتل تزار                         | Цареубийца                                          | کارن شاه‌نظرف      | روسیه         | [ ۱۹ ] |
| یک نسل                            | Pokolenie                                           | آندره وایدا       | لهستان        | [ ۲۰ ] |
| نشانی از ذن                       | 侠女                                                | کینگ هو           | چین، تایوان   | [ ۲۱ ] |
| یا ضامن آهو                       | یا ضامن آهو                                         | پرویز کیمیاوی     | ایران         | [ ۲۲ ] |

## جوایز
اختتامیهٔ جشنواره در ۶ اردیبهشت ۱۳۹۷ با معرفی برندگان در تالار وحدت انجام شد. رامبد جوان مجری اختتامیه بود. فهرست برگزیدگان جشنواره به این شرح است:

### سینمای سعادت
- سیمرغ زرین بهترین فیلم: آگا اثر میلکو الزاروف
- سیمرغ سیمین بهترین کارگردانی:الکسی گرمن جونیور برای دولتوف
- سیمرغ سیمین بهترین فیلمنامه: رامتین لوافی برای هت‌تریک
- سیمرغ سیمین بهترین بازیگر مرد: لئون لوچف برای معدنچی
- سیمرغ سیمین بهترین بازیگر زن: ماهور الوند برای هت‌تریک
- سیمرغ سیمین جایزهٔ ویژهٔ هیئت داوران برای بهترین دستاورد هنری: ریچارد کندریک برای فیلمبرداری ترانه گرانیت
- سیمرغ سیمین بهترین فیلم کوتاه: وفاداری اثر تاتیانا فدوروسکایا
- لوح تقدیر فیلم کوتاه: به آقای گوزن اثر مجتبی موسوی

### جلوه‌گاه شرق
- جایزه بهترین فیلم آسیایی: پدر و پسر اثر دونگ دینگ لونگ
- بهترین کارگردان: مریم بحرالعلومی برای پاسیو
- بهترین فیلم کوتاه: بچه‌خور اثر محمد کارت

### جایزه نت‌پک
- هندی و قرمز اثر عباس امینی

### جایزه محمد امین
- مجید مجیدی برای آن‌سوی ابرها

### جایزه بین‌الادیان
- گندم اثر سمیح کاپلان‌اوغلو

### منتقدان بین‌المللی
- دیپلم افتخار بهترین فیلم بلند بخش آسیا: اعلان اثر محمود فاضل جوشکون

### صلح
- جایزه صلح جشنواره برای یک عمر دستاورد هنری: ریتی پان
- دیپلم افتخار: معدنچی اثر هانا اسلک

### بهترین فیلم اول
- درساژ اثر پویا بادکوبه